# Saroj Silpikul
Saroj Silpikul (taj. สาโรจน์ ศิลพิกุล; ur. 27 grudnia 1928 w Bangkoku) – tajski strzelec, olimpijczyk.
Brał udział w igrzyskach olimpijskich w 1960 (Rzym). Startował w strzelaniu z karabinu małokalibrowego w trzech pozycjach z 50 m, oraz w strzelaniu w pozycji leżącej z tej samej odległości (również z kar. małokalibrowego). W obu konkurencjach odpadał jednak w eliminacjach.
W 1958 roku zajął ósme miejsce w tej pierwszej konkurencji podczas igrzysk azjatyckich w Tokio (zdobył 926 punktów). Cztery lata później w Dżakarcie, zajął szóste miejsce w strzelaniu z karabinu małokalibrowego leżąc z odl. 50 metrów (573 punkty). Największy sukces osiągnął jednak w innej konkurencji; zdobył brązowy medal w karabinie dowolnym w trzech pozycjach z odl. 300 metrów (984 punkty).

## Wyniki olimpijskie
| Igrzyska | Konkurencja                               | Wynik | Miejsce     | Źródło |
| -------- | ----------------------------------------- | --- | ----------- | ------ |
| IO 1960  | Karabin małokalibrowy, trzy postawy, 50 m | 488 punktów W pozycji leżącej – 184 pkt. (93-91) W pozycji klęczącej – 171 pkt. (81-90) W pozycji stojącej – 133 pkt. (67-66) | 69T (na 75) | [ 2 ]  |
| IO 1960  | Karabin małokalibrowy leżąc, 50 m         | 376 punktów (92-96-94-94) | 68T (na 85) | [ 3 ]  |